# Ziogouiné
Ziogouiné  est une localité située à l'ouest de la Côte d'Ivoire et appartenant au département de Man, dans la région des Dix-Huit Montagnes. La localité de Ziogouiné est un chef-lieu de commune.